# Tiletamine
Tiletamine là một chất gây ảo giác phân ly và dược lý được phân loại là một thuốc đối kháng thụ thể NMDA. Nó có liên quan về mặt hóa học với ketamine. Tiletamine hydrochloride tồn tại dưới dạng tinh thể trắng không mùi.
Nó được sử dụng trong thú y trong sản phẩm kết hợp Telazol (tiletamine / zolazepam, 50 mg / ml mỗi lọ trong 5 ml) dưới dạng thuốc gây tê dạng tiêm để sử dụng cho mèo và chó. Đôi khi nó được sử dụng kết hợp với xylazine (Rompun) để làm bình tĩnh các động vật có vú lớn như gấu bắc cực và bò rừng. Telazol là sản phẩm tXLamine có bán trên thị trường tại Hoa Kỳ. Nó được chống chỉ định ở những bệnh nhân có điểm ASA từ III trở lên và ở động vật có dấu hiệu CNS, cường giáp, bệnh tim, bệnh tụy hoặc thận, mang thai, bệnh tăng nhãn áp hoặc tổn thương mắt.
Ứng dụng trong giải trí của telazol đã được ghi nhận. Các nghiên cứu trên động vật cũng đã chỉ ra rằng telazol tạo ra các hiệu ứng bổ ích và củng cố. Các sản phẩm của telazol được phân loại là chất kiểm soát Bảng III tại Hoa Kỳ.